# Hypoderma desertorum
Hypoderma desertorum är en tvåvingeart som beskrevs av Brauer 1897. Hypoderma desertorum ingår i släktet Hypoderma och familjen styngflugor.
Artens utbredningsområde är Egypten. Inga underarter finns listade i Catalogue of Life.